# Manou Schauls
Manuel „Manou” Schauls (ur. 13 lutego 1972) – luksemburski piłkarz grający na pozycji obrońcy. W swojej karierze rozegrał 38 meczów i strzelił 1 gola w reprezentacji Luksemburga.

## Kariera klubowa
Swoją karierę piłkarską Schals rozpoczął w klubie Swift Hesperange. W 1997 roku awansował do kadry pierwszego zespołu i w sezonie 1997/1998 zadebiutował w nim w pierwszej lidze luksemburskiej. W 1998 roku odszedł do Jeunesse Esch. W sezonach 1998/1999 i 2003/2004 wywalczył z nim dwa tytuły mistrza Luksemburga. Wraz z Jeunesse Esch zdobył też dwa Puchary Luksemburga w sezonach 1998/1999 i 1999/2000. W 2007 roku odszedł z Jeunesse Esch do FC Differdange 03. W 2009 roku zakończył w nim swoją karierę.
| Sezon   | Klub              | Kraj       | Rozgrywki         | Mecze | Bramki |
| ------- | ----------------- | ---------- | ----------------- | ----- | ------ |
| 1997/98 | Swift Hesperange  | Luksemburg | Nationaldivisioun | ?     | ?      |
| 1998/99 | Jeunesse Esch     | Luksemburg | Nationaldivisioun | 20    | 0      |
| 1999/00 | Jeunesse Esch     | Luksemburg | Nationaldivisioun | 13    | 2      |
| 2000/01 | Jeunesse Esch     | Luksemburg | Nationaldivisioun | 26    | 0      |
| 2001/02 | Jeunesse Esch     | Luksemburg | Nationaldivisioun | 28    | 1      |
| 2002/03 | Jeunesse Esch     | Luksemburg | Nationaldivisioun | 19    | 0      |
| 2003/04 | Jeunesse Esch     | Luksemburg | Nationaldivisioun | 27    | 1      |
| 2004/05 | Jeunesse Esch     | Luksemburg | Nationaldivisioun | 25    | 1      |
| 2005/06 | Jeunesse Esch     | Luksemburg | Nationaldivisioun | 28    | 1      |
| 2006/07 | Jeunesse Esch     | Luksemburg | Nationaldivisioun | ?     | ?      |
| 2007/08 | FC Differdange 03 | Luksemburg | Nationaldivisioun | ?     | ?      |
| 2008/09 | FC Differdange 03 | Luksemburg | Nationaldivisioun | 21    | 0      |

## Kariera reprezentacyjna
W reprezentacji Luksemburga Schauls zadebiutował 4 września 1999 roku w przegranym 0:6 meczu eliminacji do Euro 2000 z Anglią, rozegranym w Londynie. W swojej karierze grał też w: eliminacjach do MŚ 2002, Euro 2004 i do MŚ 2006. Od 1999 do 2005 roku rozegrał w kadrze narodowej 38 meczów i zdobył 1 gola.